# 眼斑须鮨
眼斑须鮨（学名：Pogonoperca ocellata）为輻鰭魚綱鱸形目鱸亞目鮨科须鮨属的鱼类。分布于南日本到印度洋以及台湾兰屿等，體長可達27公分，為底棲性魚類，屬肉食性，生活習性不明。该物种的模式产地在Vanicolo。